# Viola beckwithii
Viola beckwithii là một loài thực vật có hoa trong họ Hoa tím. Loài này được Torr. & A. Gray miêu tả khoa học đầu tiên năm 1855.

## Hình ảnh

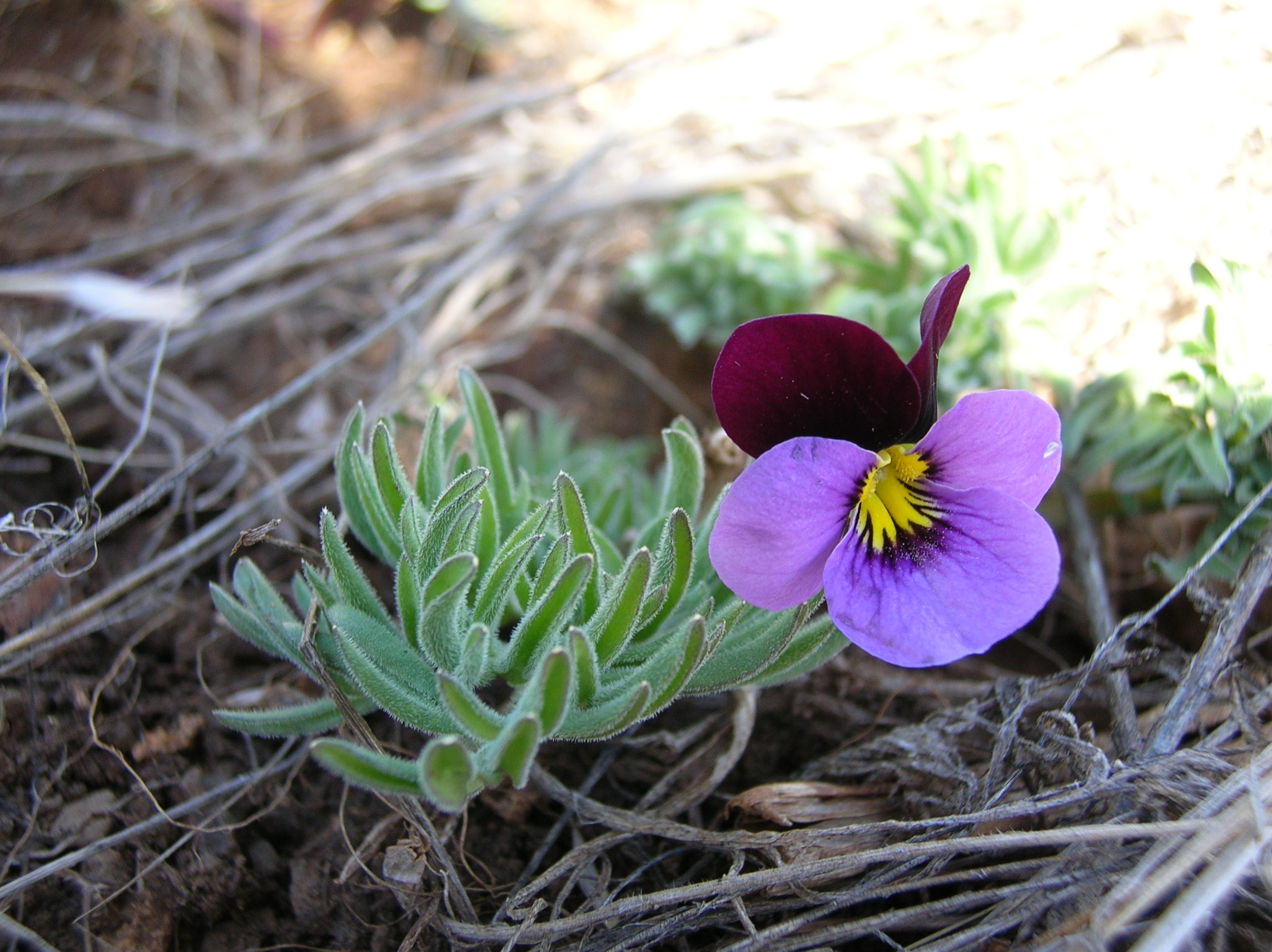
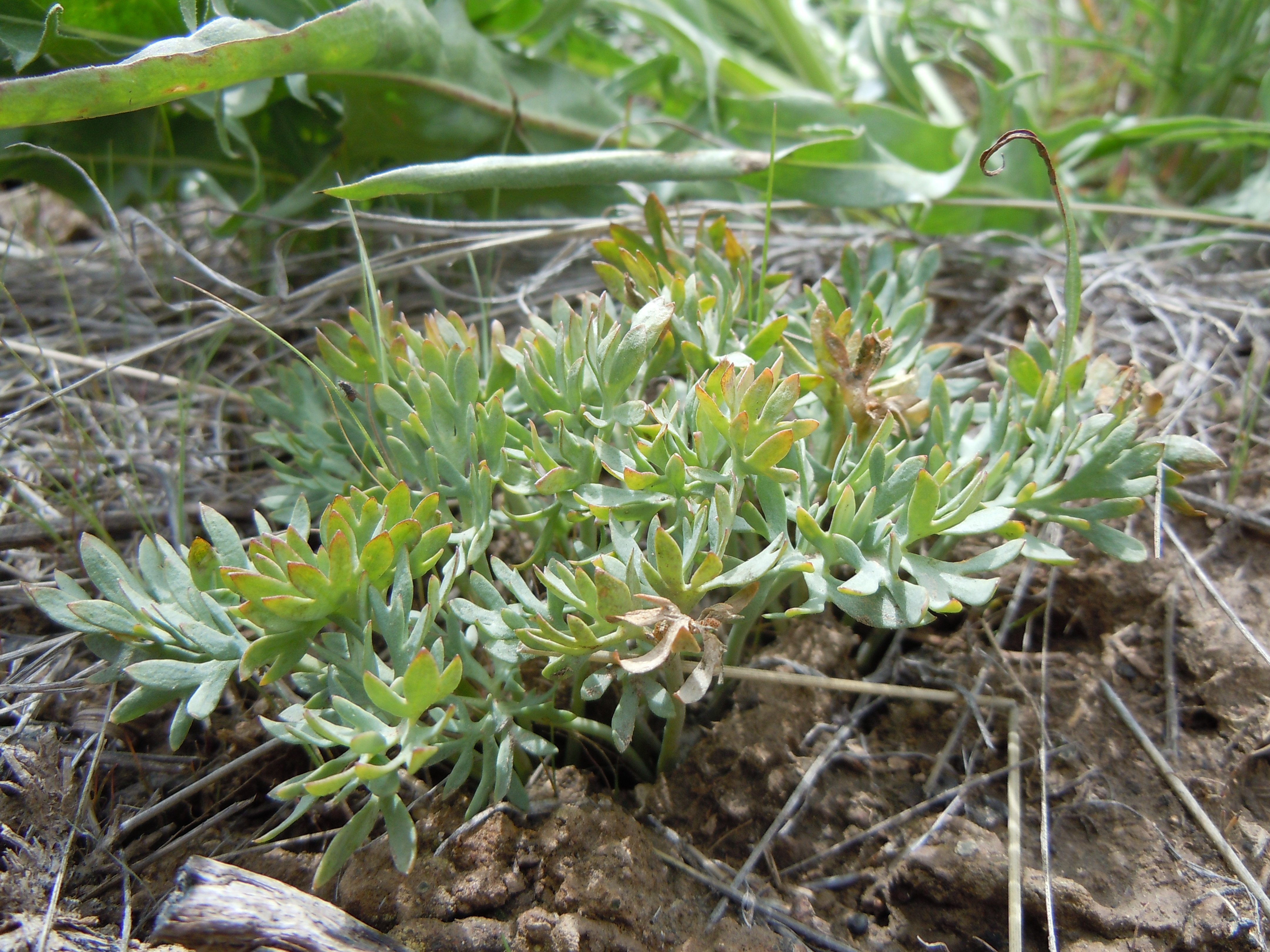
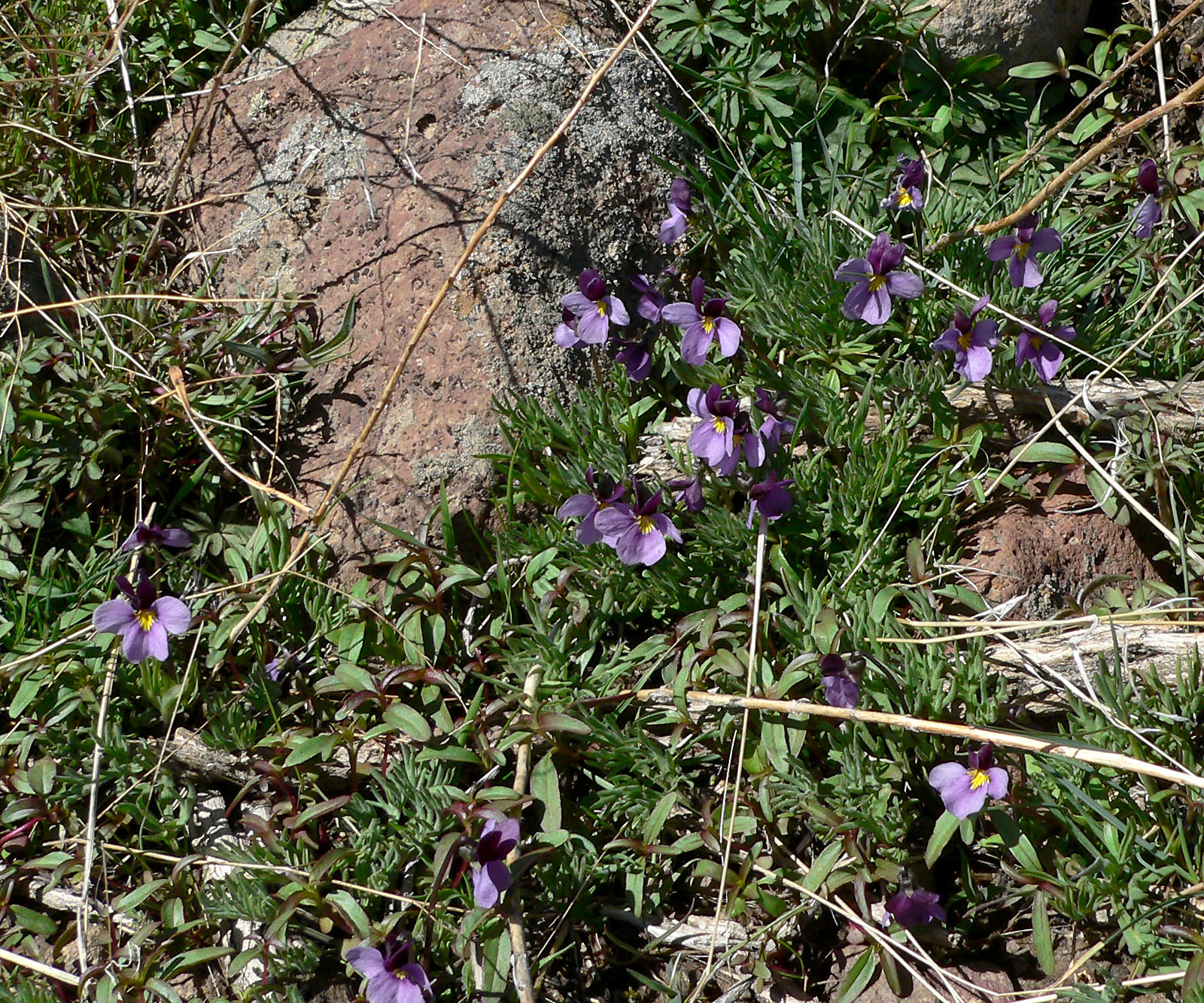
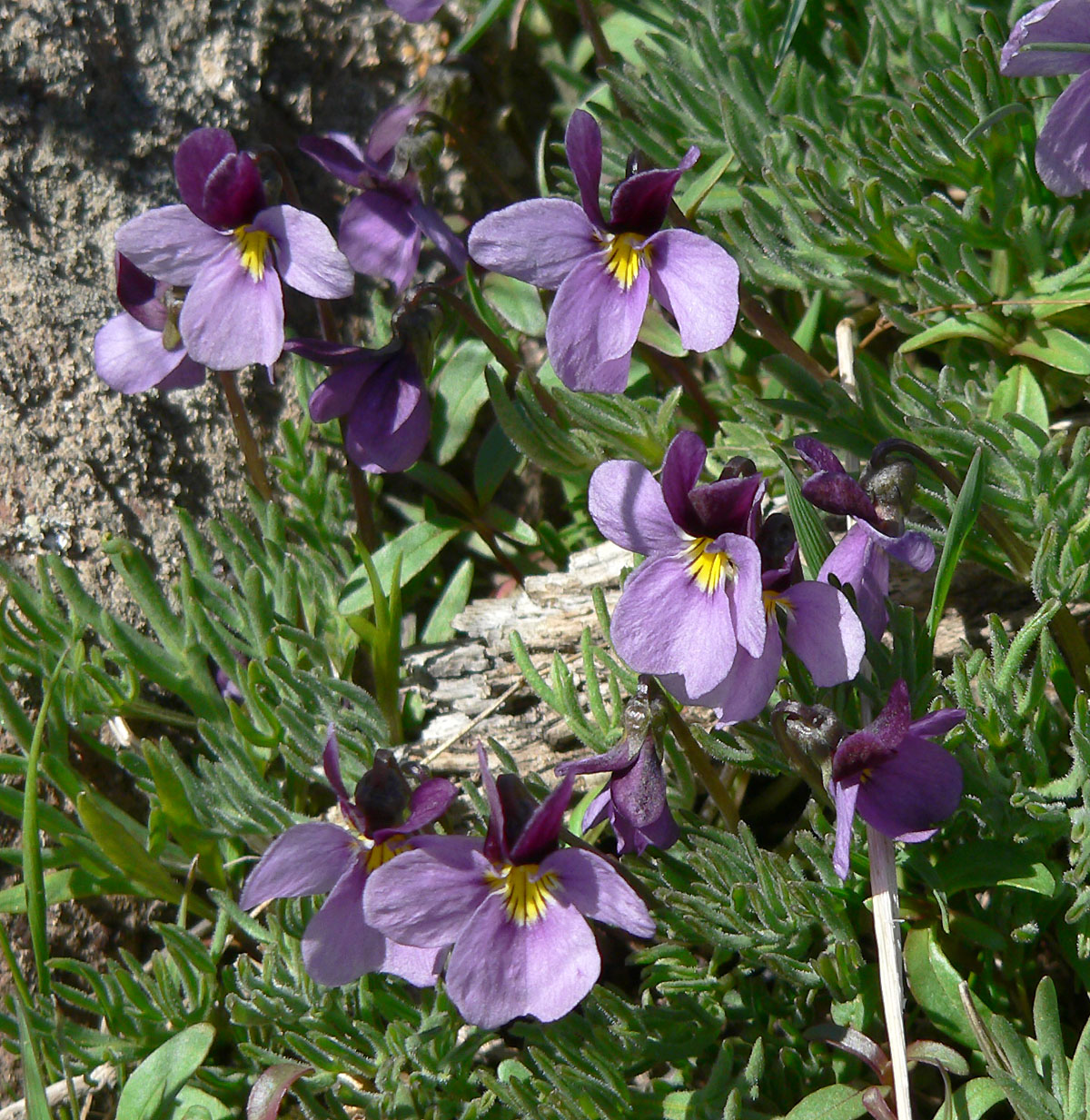